# Odvedu vás do Sierry Madre
Odvedu vás do Sierry Madre je román z roku 1978 amerického autora Forresta Cartera (vlastním jeménem Asa Earl Carter), která vypráví příběh apačského náčelníka a šamana Geronima v jeho boji proti vojákům americké armády.

## Děj
V létě roku 1886 vede Geronimo zbytek kmene apačů do pohoří Sierra Madre, kde má ukryté pušky, které chce použít v boji vojákům americké armády. Po cestě strádají hladem, horkem a jsou pronásledováni americkým jízdním plukem. Po získání zbraní započnou boje, které trvají až do září, kdy se Geronimo vzdá příslušníku jízdního pluku Tomu Hornovi.